# Sveti Filip
Filip, eden od dvanajstih Jezusovih apostolov, * (?), Betsajda, † 80–87, Hieropolis.
Janezov evangelij poroča, da je Jezus spotoma srečal Filipa in mu rekel: »Hôdi za menoj!« Filip pa je potem povabil še Natanaela (Jerneja) in oba sta postala Jezusova učenca (Jn 1,43-50). Filip je v evangelijih omenjen še nekajkrat.
Pisci iz prvih stoletij krščanstva (Klement Aleksandrijski, Evzebij Cezarejski) poročajo, da je bil Filip poročen in je imel več hčera.
Po Jezusovi smrti je Filip oznanjal po Galileji, Grčiji, Siriji in Frigiji. Umrl je v mestu z grškim imenom Hieropolis (danes: Pamukkale, Turčija). Po izročilu je bil križan, zato na upodobitvah v roki vedno drži križ. 
V novozaveznih spisih je včasih omenjen tudi neki drug Filip: eden od sedmih diakonov iz Jeruzalema. To povzroča zmedo, ker se ne da vedno ločiti, o katerem od Filipov govori odlomek. Da je zmeda še večja se ta drugi Filip imenuje tudi Filip Evangelist, gnostiki pa so trdili, da je bil apostol Filip avtor nekanoničnega Evangelija po Filipu (glej Novozavezni apokrifi). 
Apostol Filip goduje 3. maja po katoliškem oziroma 14. novembra po pravoslavnem koledarju.